# Марлон Ріттер
Марлон Ріттер (нім. Marlon Ritter, нар. 15 жовтня 1994, Ессен) — німецький футболіст, нападник клубу «Кайзерслаутерн».

## Ігрова кар'єра
Народився 15 жовтня 1994 року в місті Ессен. Вихованець юнацьких команд футбольних клубів «Рот-Вайс» (Ессен) та «Боруссія» (Менхенгладбах).
У дорослому футболі дебютував 2012 року виступами за команду «Боруссія» (М) II, в якій провів чотири сезони, взявши участь у 94 матчах чемпіонату. Більшість часу, проведеного у складі другої команди «Боруссії» (Менхенгладбах), був основним гравцем атакувальної ланки команди. У складі другої команди «Боруссії» (Менхенгладбах) був одним з головних бомбардирів команди, маючи середню результативність на рівні 0,46 гола за гру першості.
Своєю грою за цю команду привернув увагу представників тренерського штабу клубу «Фортуна» (Дюссельдорф) II, до складу якого приєднався 2016 року. Того ж року розпочав виступи за головну команду «Фортуни», у складі якого провів наступний рік своєї кар'єри гравця. 
З 2017 року три сезони захищав кольори клубу «Падерборн 07». Також виступав за другу команду клубу.
До складу клубу «Кайзерслаутерн» приєднався 2020 року. Станом на 5 червня 2024 року відіграв за кайзерслаутернський клуб 128 матчів у національному чемпіонаті.